# Obertraun
Obertraun osztrák község Felső-Ausztria Gmundeni járásában. 2018 januárjában 726 lakosa volt.

## Elhelyezkedése

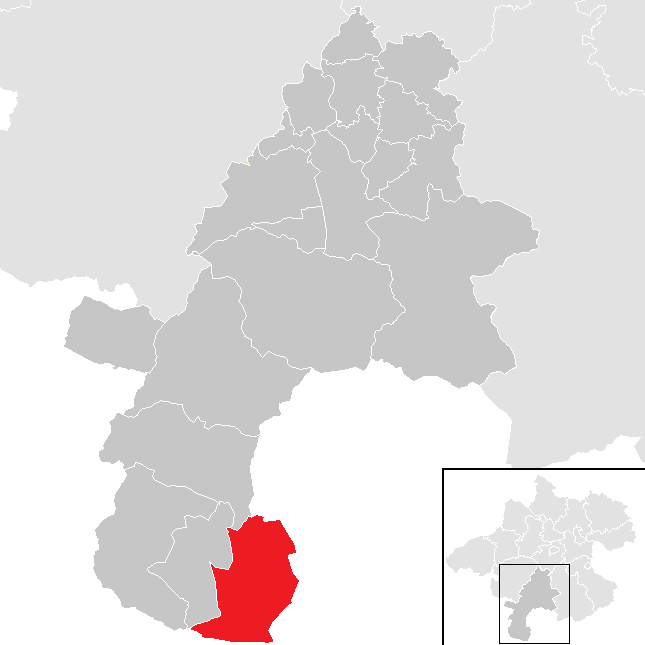
Obertraun a Gmundeni járásban

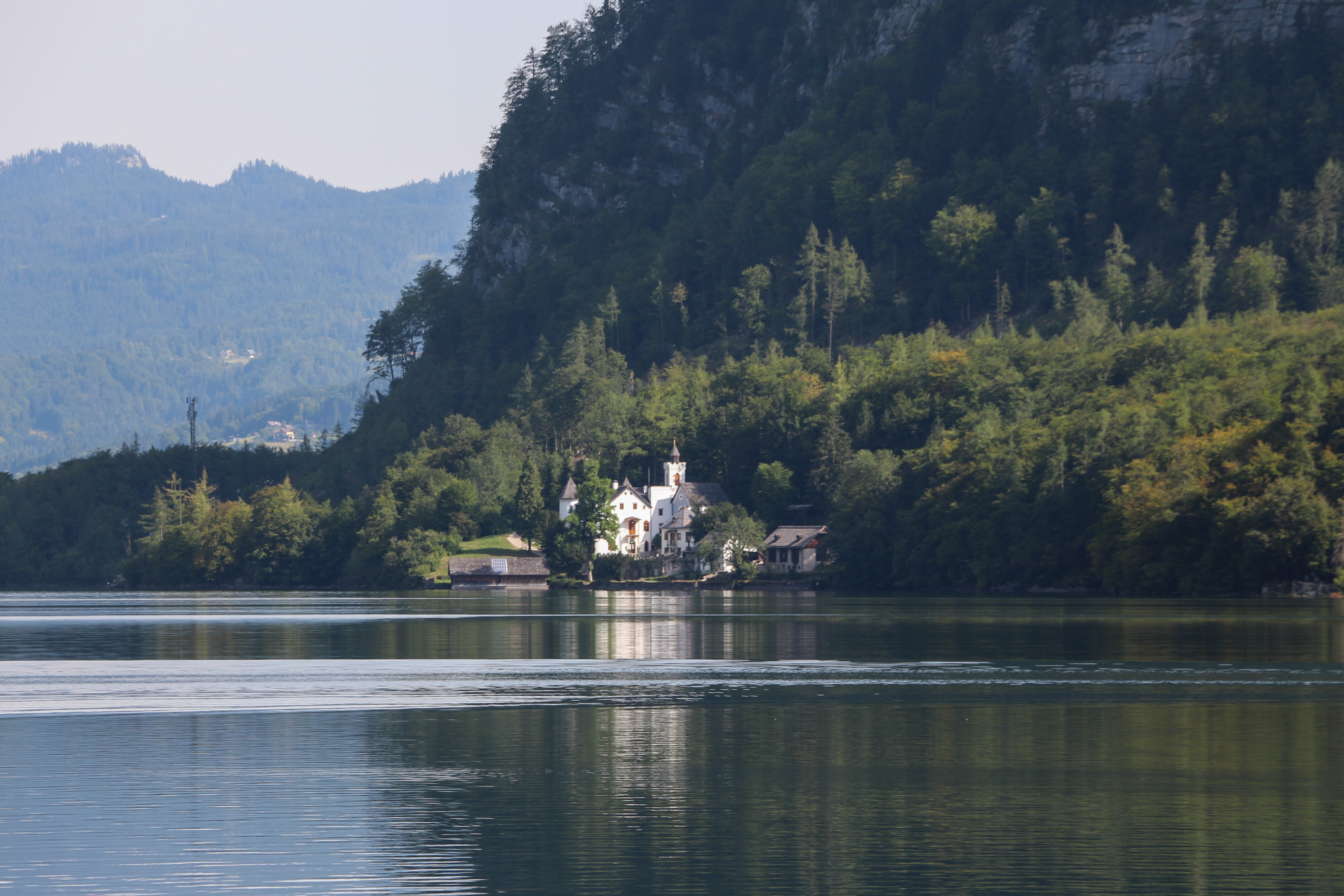
A Grub-kastély

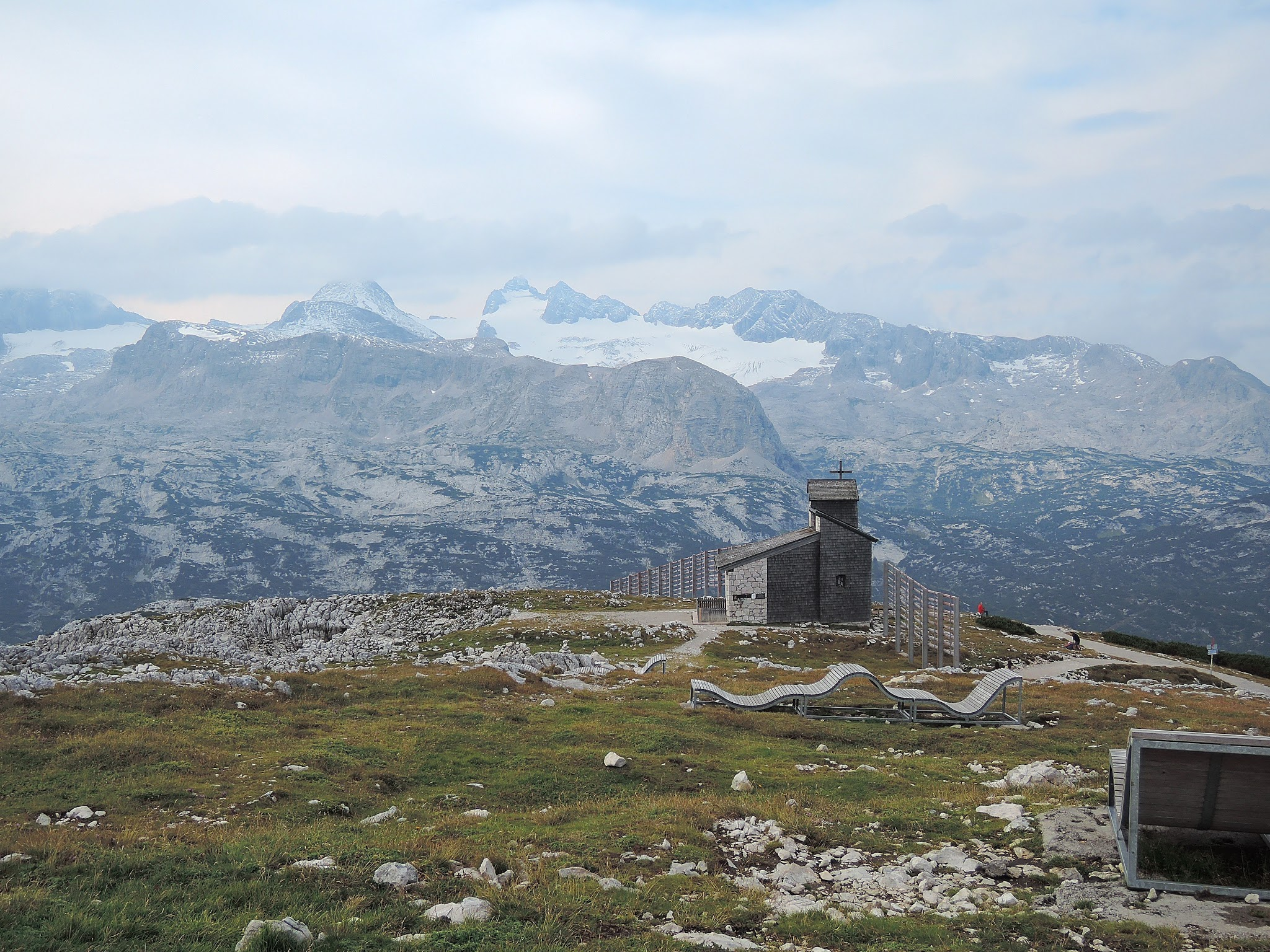
A Krippenstein-kápolna

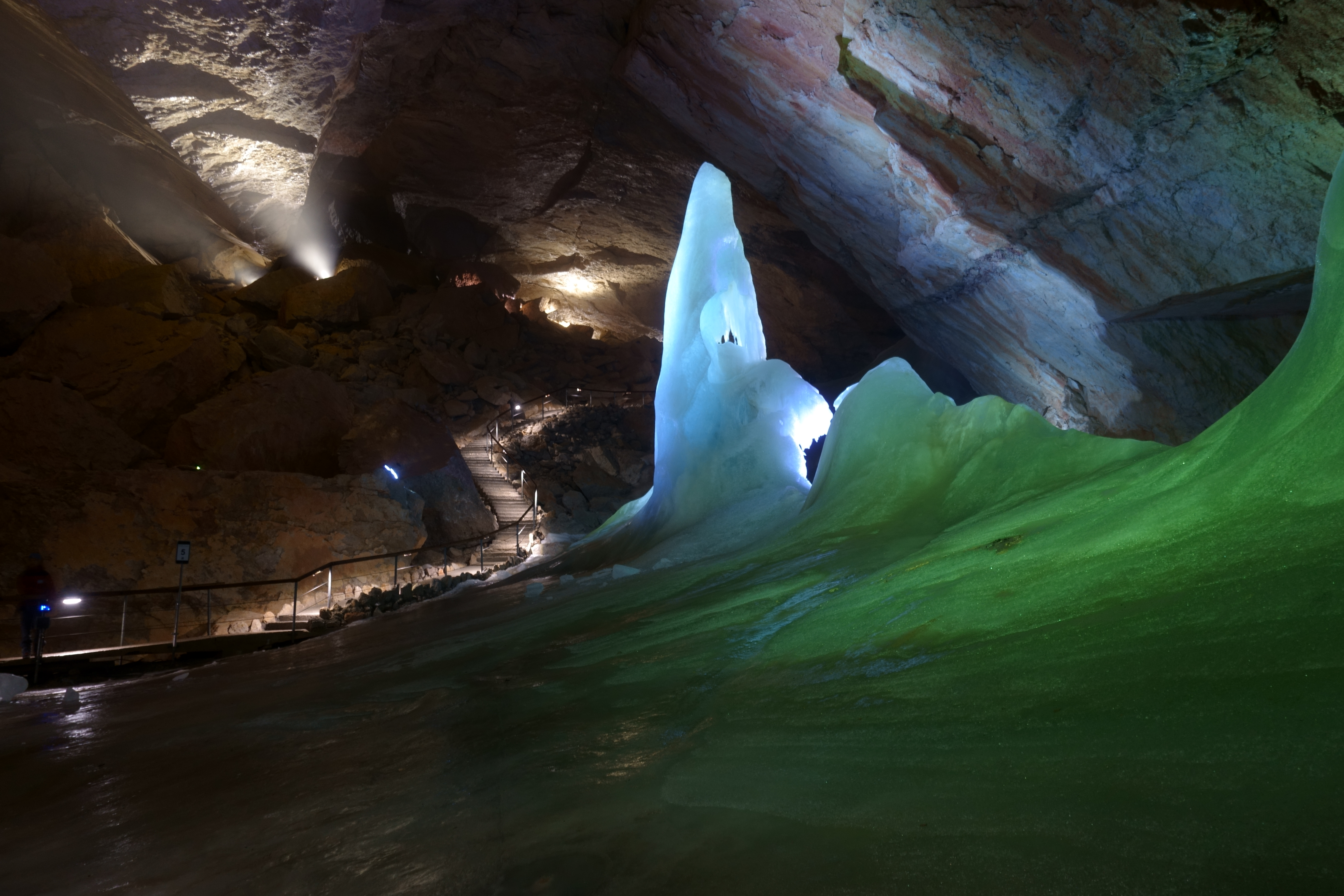
Az Óriások jégbarlangja

Obertraun Felső-Ausztria Traunviertel régiójában fekszik, a Salzkammergut területén, a Dachstein-hegységtől északra, a Hallstatti-tó délkeleti partján, a Traun folyó mentén. Jelentősebb állóvizei még a Hirzkarseelein és a Koppenwinkellacke. Legmagasabb pontja a 2108 méteres Krippenstein. Területének 15,5%-a erdő. Az önkormányzat két települést egyesít: Obertraun (613 lakos 2018-ban) és Winkl (113 lakos). 
A környező önkormányzatok: nyugatra Hallstatt, északnyugatra Bad Goisern am Hallstättersee, északkeletre Bad Aussee, keletre Gröbming, délkeletre Haus, délre Ramsau am Dachstein (utóbbi négy Stájerországban). 

## Története
Obertraun területe eredetileg a Bajor Hercegség keleti határvidékén feküdt, a 12. században került át Ausztriához. Az írott források közül először a traunkircheni apátság 1325-ös urbáriuma említi. Az Osztrák Hercegség 1490-es felosztásakor az Enns fölötti Ausztria része lett. A középkorban a falut főleg favágók lakták, akik a hallstatti sóbánya számára szállítottak fát.
A napóleoni háborúk során a falut több alkalommal megszállták.
A 20. század elejétől kezdődően egyre jelentősebb jövedelemforrássá vált az idegenforgalom, különösen a három dachsteini barlang 1910-es felfedezése után. A barlangokhoz felvonót építettek ki, a Krippensteinen pedig sípályákat létesítettek. A köztársaság 1918-as megalakulásakor Obertraunt Felső-Ausztria tartományhoz sorolták. Ekkor még Hallstatt önkormányzatához tartozott, a község 1920-ban vált önállóvá. Miután Ausztria 1938-ban csatlakozott a Német Birodalomhoz, az Oberdonaui gau része lett; a második világháború után visszakerült Felső-Ausztriához. 
1954 áprilisában a heilbronni középiskola tíz tanulója és három tanára veszett oda egy hóviharban a Dachsteinen. A katasztrófát csak egy tanárnő élte túl, aki korábban visszafordult.   

## Lakosság
Az obertrauni önkormányzat területén 2018 januárjában 726 fő élt. A lakosságszám 1991-ben érte el csúcspontját 811 fővel, azóta többé-kevésbé csökkenő tendenciát mutat. 2016-ban a helybeliek 85,5%-a volt osztrák állampolgár; a külföldiek közül 7,9% a régi (2004 előtti), 5,2% az új EU-tagállamokból érkezett. 1,1% a volt Jugoszlávia (Szlovénia és Horvátország nélkül) vagy Törökország, 0,4% egyéb országok polgára. 2001-ben a lakosok 43,6%-a római katolikusnak, 47,4% evangélikusnak, 6,8% pedig felekezeten kívülinek vallotta magát. Ugyanekkor 3 magyar élt a községben.
| 2018 | 726 |

## Látnivalók
Obertarun a világörökséghez tartozó Hallstatt–dachsteini kultúrtáj része. 
- a Grub-kastély a Hallstatti tó partján fekszik. 1522-ben épült, 1864-ben az orosz nagykövet vásárolta meg, aki romantikus-historikus stílusban átépíttette. Ma magántulajdonban van, csak kívülről tekinthető meg. Egy legenda szerint a kastély mellett a befagyott tó jegén tartottak egyszer egy esküvőt, melynek során két gróf összeveszett egy lányon és istenkáromló módon viselkedtek. A jég beszakadt alattuk és a lakodalmi népség megfulladt.
- A Szentháromság-plébániatemplom 1771-ben épült
- a Krippenstein-kápolna a hegy csúcsán
- az Óriások jégbarlangja
- a Mammut-barlang
- a Koppenbrüller-barlang
- a környező hegyekben sícentrumot alakítottak ki, különlegessége egy 11 km hosszú és 1500 m szintkülönbségű pálya

## Fordítás
- Ez a szócikk részben vagy egészben  az   Obertraun című német Wikipédia-szócikk ezen változatának fordításán alapul.  Az eredeti cikk szerkesztőit annak laptörténete sorolja fel. Ez a jelzés csupán a megfogalmazás eredetét és a szerzői jogokat jelzi, nem szolgál a cikkben szereplő információk forrásmegjelöléseként.